# Gohier
Gohier is een plaats en voormalige gemeente in het Franse departement Maine-et-Loire in de regio Pays de la Loire.

## Geschiedenis
Op 1 maart 1974 fuseerde Gohier met Blaison tot de gemeente Blaison-Gohier in een fusion-association. Dit hield in dat Gohier als commune associée nog enige mate van zelfstandigheid behield.
Blaison · Gohier · Saint-Sulpice